# Journal of Neurology, Neurosurgery and Psychiatry
Il Journal of Neurology, Neurosurgery and Psychiatry è una rivista medica mensile sottoposta a revisione paritaria e pubblicata dal BMJ Group. Tratta di ricerche e articoli di revisione nei campi della neurologia, neurochirurgia e psichiatria.
Il suo caporedattore è Karen L. Furie (Brown University).[1]

## Storia
La rivista fu fondata nel 1920 da Samuel Alexander Kinnier Wilson col nome di Journal of Neurology and Psychopathology. Wilson era a capo di un comitato editoriale di nove membri che, oltre a lui, comprendeva Thomas Graham Brown, Carey Coombs, Henry Devine, Bernard Hart, Maurice Nicoll, Charles Stanford Read, Roy Mackenzie Stewart e Charles Symonds.[2] La rivista fu denominata Journal of Neurology and Psychiatry dal 1938 al 1944, per poi assumere il titolo attuale.

## Indicizzazione
Gli abstract e gli articoli della rivista sono indicizzati da: Science Citation Index Expanded, BIOSIS Previews, Index Medicus/MEDLINE/PubMed, Current Contents, Scopus, Embase e  CINAHL.
Secondo il Journal Citation Reports, nel 2023 la rivista ha ricevuto un fattore di impattop ari a 8.8. Al 2025 ha avuto un indice H pari a 244.